# Flat Top Peninsula
Die Flat Top Peninsula (englisch für Flachgipfelige Halbinsel, jeweils gleichbedeutend in Argentinien Península Morro Chato und in Chile Península Morro Plano) ist eine kleine Halbinsel am südwestlichen Ende von King George Island im Archipel der Südlichen Shetlandinseln. Sie liegt an der Westküste der Fildes-Halbinsel, zwischen der Geographers Cove im Süden und der Horatiobucht im Nordosten.
Ihren deskriptiven Namen erhielt die Halbinsel durch Wissenschaftler der britischen Discovery Investigations, die 1935 hier Vermessungen durchführten. Im Composite Gazetteer of Antarctica ist zudem unter nahezu identischen Geokoordinaten eine Halbinsel verzeichnet, die chinesische Wissenschaftler 1986 in sinngemäßer Übersetzung der englischen Benennung als Pingdingyan Bandao (chinesisch 平顶岩半島) benannten.